# 包头立体综合交通枢纽
包头立体综合交通枢纽位于包头市东河区南部，在包头机场T2航站楼以北，南边界距机场T2航站楼约60米，北边界距离京包铁路约900米。由包头交通投资集团有限公司承担建设。2021年，呼包鄂乌十四五规划提出提升包头全国性综合交通枢纽城市功能。

## 交通中心
该项目建设目的主要是为了提升区域板块价值；强化公空、公铁换乘功能，为包头机场、包西（呼包银）高铁旅客的快速集散提供服务。

### 公共交通

#### 机场巴士
- 机场巴士：市区-机场所乘航班起飞前三小时以上，电话预约，上门接送。如遇早班机需提前一天预订。咨询电话：4000472766、0472-4855899，票价20元（运营时间6：30-21：30）
- 机场巴士：机场-市区机场前往市区，分青山、昆区、九原、东河，城区内，送客至酒店小区门口。咨询电话：4000472766、0472-4855899，票价20元（运营时间8：00-23：00）

#### 出租车
从机场到市区费用约为40元。您所乘坐的出租车，车窗两侧应贴有收费标准收费办法，和出租车汽车驾驶员服务监督卡，敬请您记住。

#### 公交车
13、17、37路“西一街站”下车

#### 长途客车
立体交通综合枢纽长途客运站

### 铁路
包头立体综合交通枢纽内的机场站是京包高速铁路、包银高速铁路（京兰高速铁路）及包西高速铁路（包海高速铁路）的高速铁路车站交汇点，设高速一个车场。包头立体综合交通枢纽机场站计划竣工日期与包银高速铁路工程同步。

### 机场
包头机场（IATA代码：BAV；ICAO代码：ZBOW），又称海兰泡机场[1]、二里半机场[2]，位于中国内蒙古自治区包头市东河区，始建于1934年，由当时国民政府交通部与德国汉莎航空公司合作成立的欧亚航空邮运股份有限公司筹建，起降每小时165公里航速的4座飞机。1938年日军侵占包头后第一次翻建改造，之后经过多次改扩建，于1956年正式建立中国民用航空包头站，目前是国家4D级机场。2014年1月1日至12月31日，包头机场共保障运输飞行17105架次，同比增长14.3%；完成旅客吞吐量1829990人次，同比增长7.1%；货邮吞吐量10139.1吨，同比增长1.3%；折算旅客吞吐量1942647人次，同比增长6.7%,平均客座率74.6%。